# Al-Hakka
Al-Hakka (arab. ‏سورة الحاقة‎) – 69. sura Koranu i zawierająca 52 ajatów.
Opowiada historię ludów Samud i 'Ad, które zostały zniszczone z powodu swojego odrzucenia wiary w Allaha. Stwierdza też, że Mahomet nie był poetą ani wróżbitą, lecz jedynie posłańcem przekazującym objawienie od Allaha i nie dodającym niczego od siebie.